# Poggio Nativo
Poggio Nativo (Pugginaddìo in dialetto sabino) è un comune italiano di 2 568 abitanti della provincia di Rieti nel Lazio.

## Geografia fisica

### Territorio
Il borgo sorge su uno scosceso sperone di roccia a 455 metri s.l.m. sulle propaggini meridionali dei monti Sabini.
Il territorio comunale è di tipo collinare, tipico delle colline della Sabina, ed è caratterizzato da un andamento ondulato e ricco di vegetazione. La caratteristica morfologia collinare del terreno favorisce, principalmente, la coltura della vite, dell'ulivo, mentre il grano è coltivato negli appezzamenti più grandi. Nelle zone più impervie si conservano le macchie, caratteristiche dei colli sabini.
Il fiume Farfa scorre nel territorio comunale.

## Origini del nome
Nella maggior parte dei documenti medievali disponibili, la denominazione di Podium de Donadei (o Podium Donadei) deriva probabilmente dal nome di quello che viene identificato come il fondatore del paese, un possidente locale chiamato Donadeo (o Donadio). Non esiste però una documentazione concreta che possa permettere di identificare in modo inequivocabile il presunto Donadeo.
Una versione più accreditata sull'origine del nome è invece legata alla posizione arroccata in cima ad una collina che il paese occupa. Tale posizione lo rendeva difficilmente accessibile e, in epoca medievale, ciò rappresentava un grande vantaggio per la difesa del paese, in quanto questo offriva un sicuro rifugio alla popolazione durante le invasioni barbariche del periodo e venne per questo battezzato "podium donum Dei", dono di Dio.
Qualunque sia stata la sua origine, tuttavia, l'antica denominazione “Podium de Donadei” o solamente ”Podium Donadei”, negli anni, attraverso le corruzioni linguistiche del latino e l'evoluzione del volgare, si sarebbe evoluta in  “Podium Donadei, poi Podio Donadeo, per passare a Poggio Donadio, Poggio Nadio, Poggio Natio ed infine a Poggio Nativo, come lo conosciamo oggi.

## Storia
Il territorio di Poggio Nativo risulta abitato già durante l'età del Bronzo. In località Casali di Poggio Nativo, lungo le pareti del Fosso di Riana, sono presenti due grotticelle che hanno restituito reperti ceramici pertinenti all’età del Bronzo antico e medio, entrambe indicate con il toponimo di Battifratta.
Accanto ai frammenti ceramici vennero rinvenute anche parti scheletriche umane, pertinenti ad una sepoltura "in grotta". Questo fece supporre che entrambe le grotte fossero destinate ad uso funerario ed adibite a sepolcreto. Tuttavia la presenza di fauna selvatica, tra cui i resti osteologici di cervo, cinghiale, capriolo, tasso e lupo, farebbe supporre che la prima grotticella venisse utilizzata anche come postazione durante i periodi di caccia.
Il primo nucleo abitato, databile all’alto Medioevo, si trovava probabilmente nella parte più alta. In quel luogo, ben protetto e più sicuro, si erano rifugiati gli abitanti del contado in seguito all'invasione saracena.
Nella metà del XII secolo, il possessore del Podium Donadei era Rainaldo Senibaldi che lo donò al papa, sotto la cui giurisdizione rimase fino al ‘400, quando passò ai Savelli, sotto il cui dominio il borgo fu protagonista di un episodio ricordato nei Commentarii di papa Pio II. Poggio Nativo, dopo aver ospitato in paese per ordine di Jacopo Novelli le truppe del Piccinino al soldo dei Braccesi, fu cinto d’assedio dalle truppe pontificie guidate da Antonio Piccolomini. Il castello si arrese, ma quando il Piccolomini, con la scorta, ebbe varcato l'accesso al centro le porte furono chiuse e il drappello catturato. L'esercito papale reagì e fece irruzione nel paese sottoponendolo a saccheggio e distruzione. Vent'anni più tardi, nel 1480, Poggio Nativo tornò in possesso dei Savelli e nel XVII secolo passò sotto il dominio dei Borghese, che ne furono proprietari per lungo tempo.
Durante il secondo dominio della famiglia Savelli fu eretto il castello, fu ricostruita dalle fondamenta la chiesa di San Paolo, con l’annesso convento (risalenti al XIII secolo), e furono apportati considerevoli miglioramenti all’assetto urbano.
I Borghese nel 1600 ne divennero duchi, esercitandone i diritti fino all'abolizione della feudalità (1816), cui spontaneamente rinunciarono.
Poggio Nativo è patria dell’insigne umanista Francesco Floridio.

### Simboli
Lo stemma e il gonfalone sono stati concessi con decreto del presidente della Repubblica del 18 ottobre 2002.
Lo stemma si può blasonare:
Il gonfalone è un drappo di bianco.

## Monumenti e luoghi d'interesse
Della rocca-palazzo ben poco rimane, soprattutto in conseguenza del funesto terremoto del 1915 che lo rase al suolo quasi completamente: ne rimangono oggi, al centro del paese, due livelli di finestre quattrocentesche murate ed un bastione poligonale.

## Società

### Evoluzione demografica
Abitanti censiti

## Infrastrutture e trasporti

### Strade
Poggio Nativo è collegato da brevi strade comunali alla strada provinciale n. 42 Mirtense e alla n. 41 Farense. Entrambe le provinciali lo collegano ad Osteria Nuova e alla Salaria; nell'altra direzione, la prima conduce a Castelnuovo di Farfa, Montopoli e Poggio Mirteto, la seconda a Toffia e Fara in Sabina.
La Strada statale 4 Via Salaria è l'arteria di collegamento di maggiore importanza, che collega il comune a Roma e al capoluogo di provincia Rieti.

### Ferrovie
Poggio Nativo non è servito da alcuna linea ferroviaria. Il paese avrebbe dovuto essere collegato dalla Ferrovia Salaria (Roma-Rieti-Ascoli Piceno-San Benedetto del Tronto), che fu più volte progettata sin dalla fine dell'Ottocento ma mai realizzata.

## Geografia antropica

### Frazioni
Casali di Poggio Nativo è una frazione di circa 1 000 abitanti.
L'altra frazione, Monte Santa Maria, conta circa 700 abitanti ed è arroccata su una collina a 470 metri sul livello del mare, costeggiata dalle ripide vallate dei torrenti Riana e Farfa. Vi si pratica principalmente l'olivicoltura.

## Amministrazione
Nel 1923 passa dalla provincia di Perugia a quella di Roma, e nel 1927, a seguito del riordino delle circoscrizioni provinciali stabilito dal regio decreto n. 1 del 2 gennaio 1927, alla neo-istituita provincia di Rieti.
| Periodo | Periodo   | Primo cittadino   | Partito      | Carica  | Note |
| ------- | --------- | ----------------- | ------------ | ------- | ---- |
| 2004    | 2009      | Vittore Antonini  | lista civica | Sindaco |      |
| 2009    | 2014      | Vittore Antonini  | lista civica | Sindaco |      |
| 2014    | 2019      | Giuseppe Carconi  | lista civica | Sindaco |      |
| 2019    | 2024      | Veronica Diamilla | lista civica | Sindaco |      |
| 2024    | in carica | Gianluca Vagni    | lista civica | Sindaco |      |